# Hapsals stadsvapen

Hapsals vapen

Hapsals stadsvapen fastställdes den 27 september 1994. Örnen i stadsvapnet är i detta fall evangelisten Johannes symbol.